# Croce di Enghausen
La Croce di Enghausen è un crocifisso in legno (232x178 cm) datato alla fine del IX secolo, conservato nella chiesa del Ritrovamento della Croce (Kreuzauffindung Kirche) a Enghausen, nel comune di Mauern del circondario di Frisinga. È considerato il più antico crocifisso monumentale pervenuto, ossia il crocifisso più grande tra quelli più antichi conservati.

## Storia
In seguito alla retrodatazione della scultura al IX secolo, come descritto in seguito, si è ipotizzato che la scultura monumentale provenga dall'ex chiesa benedettina e successivamente collegiata di San Kastulus nella vicina Moosburg. Questo monastero nell'895 venne poi ceduto dal re Arnolfo di Carinzia al vescovo di Frisinga Waldo. Nell'XI secolo fu trasformato in un monastero canonico, al quale fu incorporata la chiesa di Enghausen. È possibile che la commissione croce provenga da un donatore di alto rango, forse lo stesso Arnolfo, e poi consegnata alla chiesa secondaria quando la sede di San Kastulus fu ristrutturata in stile gotico. Oltretutto, in seguito a questo rinnovo, in San Kastulus fu realizzata una nuova croce monumentale da parte dello scultore Hans Leinberger, segno che il precedente crocifisso della chiesa, che sicuramente doveva esistere, era stato sostituito oppure non era più disponibile.
Nei secoli successivi, la chiesa di Enghausen cambiò la sua dedicazione al Ritrovamento della Vera Croce, al posto di quella originale a Santo Stefano.

## Descrizione

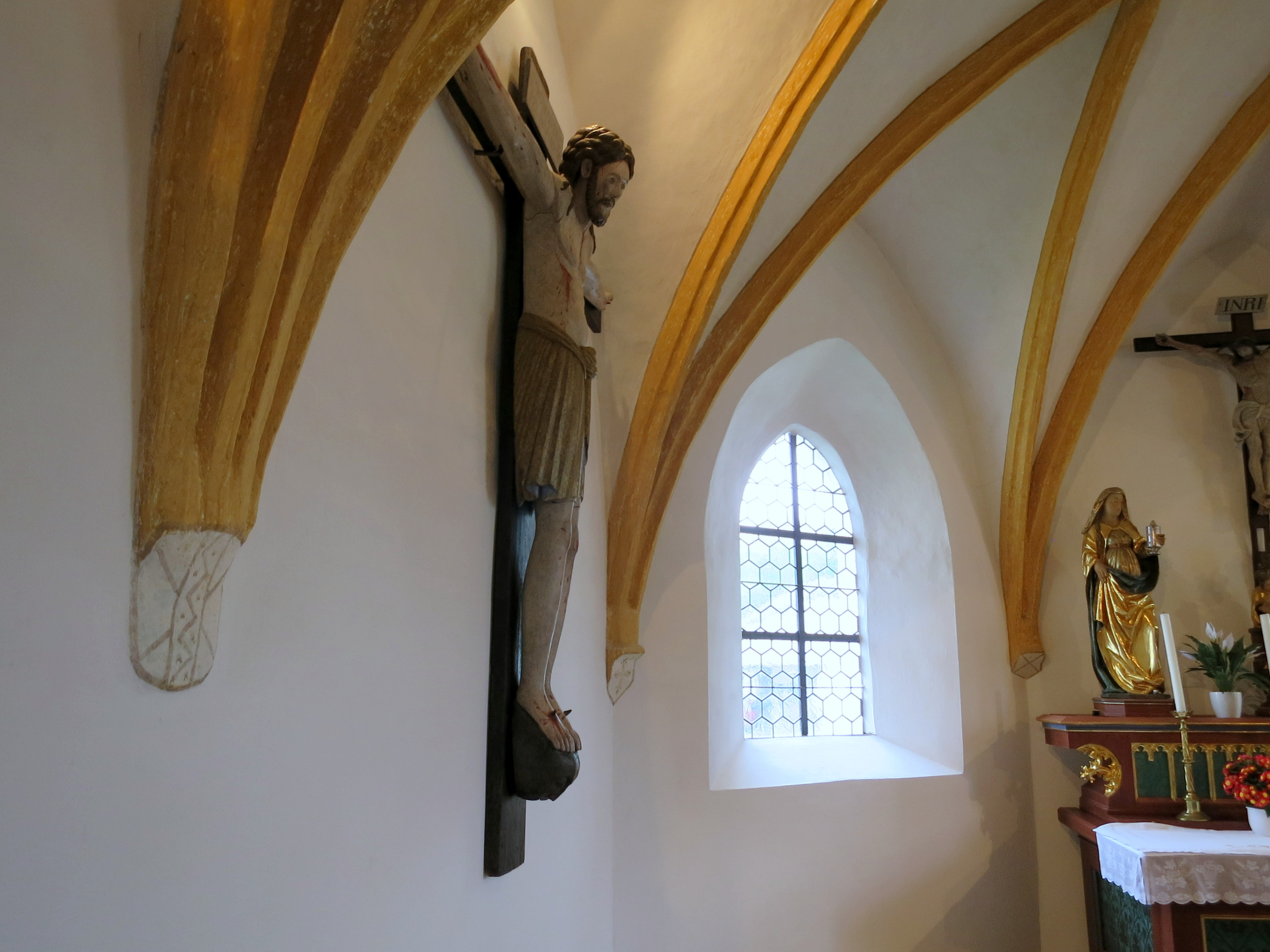
Posizionamento della croce accanto all'altare, sulla parete sinistra del coro

La croce è alta 2,32 metri e larga 1,78 metri, il corpo alto 1,88 metri e largo 1,75 metri. Il Cristo è inchiodato alla croce con quattro chiodi ed è raffigurato in piedi su un suppedaneo, che ha la forma di una testa di demone. Cristo è rappresentato come "l'essere umano divino che guarda lo spettatore nella sua dignità e maestà come salvatore e vincitore della morte e della sofferenza". La croce corrisponde quindi alla consueta rappresentazione di Cristo in epoca carolingia e si distingue dal romanico, che preferiva che Cristo fosse rappresentato come re, e anche da epoche artistiche successive che enfatizzano la sofferenza di Cristo. L'acconciatura e la mancanza di una corona reale sono ulteriori indicatori dell'arte carolingia.
La croce è policromata, ma possiede una stratificazione secolare di tinte. Sono state rilevati dodici strati, ma solo tracce dei primi cinque. Con una grande differenza rispetto alla versione attuale dorata, che presumibilmente risale al XVII secolo, il colore del perizoma doveva essere in origine rosso scuro. Anche le ferite dipinte e i vasi sanguigni appartengono a questa versione moderna, ma non rispecchiano quello che doveva essere il trattamento cromatico originale.

## Stile e datazione

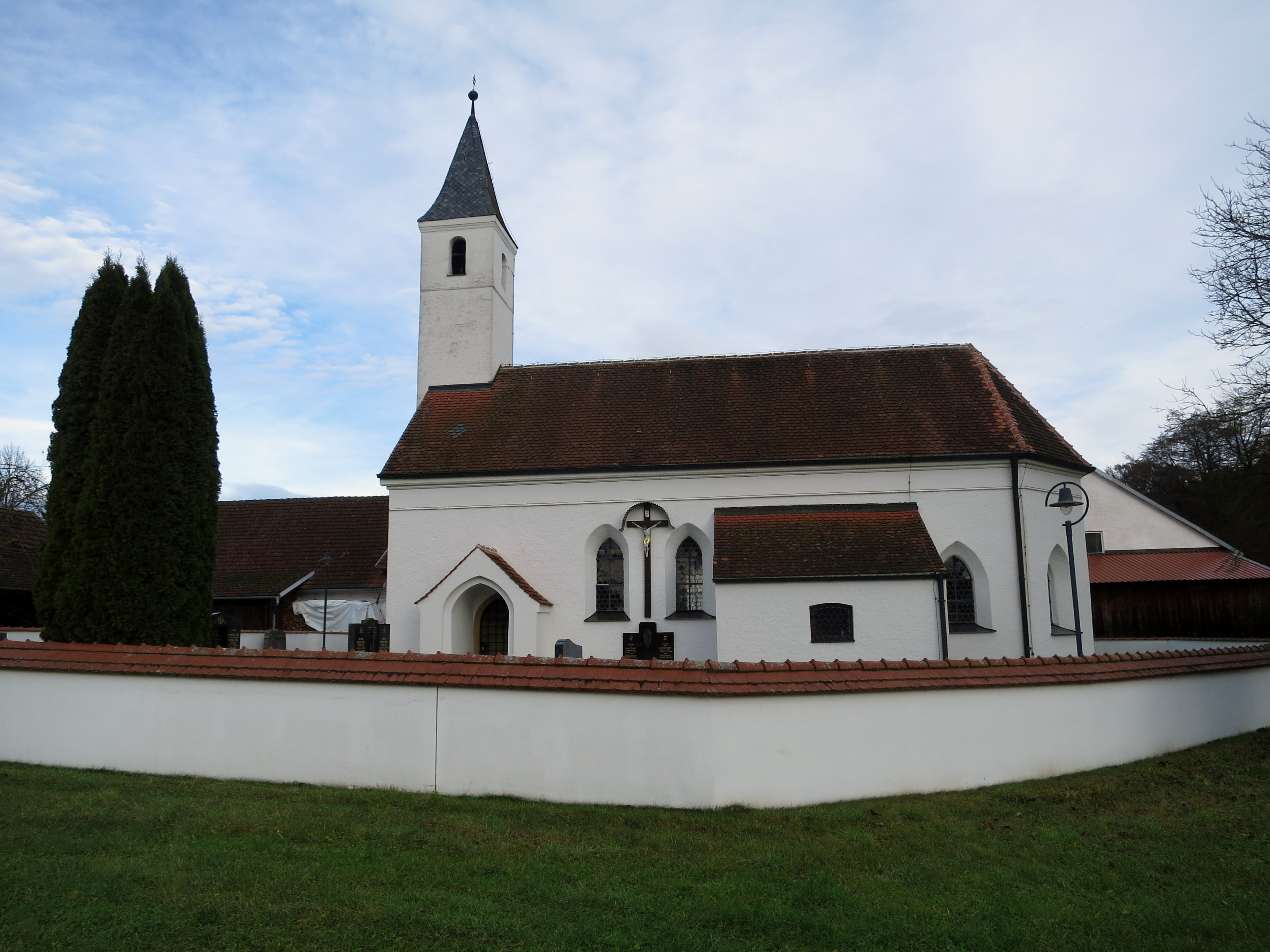
Chiesa cattolica del Ritrovamento della Santa Croce a Enghausen

La croce di Enghausen è stata ampiamente restaurata dal 2004 al 2006 a causa delle condizioni ambientali instabili e la patina di sporco accumulata nei secoli. Il restauro ha anche rivelato l'età esatta della croce, che fino ad allora era datata all'arte romanica e quindi considerata circa trecento anni più giovane.
Un esame col metodo C-14, che è stato successivamente confermato da campioni di riferimento e incrociati, ha portato a una datazione abbastanza affidabile all'ultimo decennio del IX secolo, quindi al tardo periodo carolingio. La retrodatazione ha obbligato a rivedere le ipotesi sulla sua origine, dando credito alla possibilità, già accennata, che potrebbe essere stata creata in occasione dell'incoronazione di Arnolfo di Carinzia nell'895 come donazione all'ex monastero benedettino di Moosburg, da cui Enghausen dipendeva per diritto canonico.
La retrodatazione al periodo tra l'890 e il 900 ha portato gli storici a ritenerne l'esecuzione connessa con l'incoronazione di Arnolfo di Carinzia nell'895. Ciò la rende probabilmente la più antica croce monumentale sopravvissuta fino ad oggi.
Anche per la Croce di Enghausen, quindi, si sono verificate le condizioni per una consistente retrodatazione supportata da basi scientifiche al contrario della data ipotizzata dagli studi stilistici, esattamente come per altri crocifissi della medesima epoca quali la Croce di Gerone e la Croce miracolosa di Elspe. Ciò ha avuto consistenti ricadute sugli studi d'arte locali e sulla storiografia legata alla rappresentazione di Cristo nell'arte.

## Stato di conservazione attuale

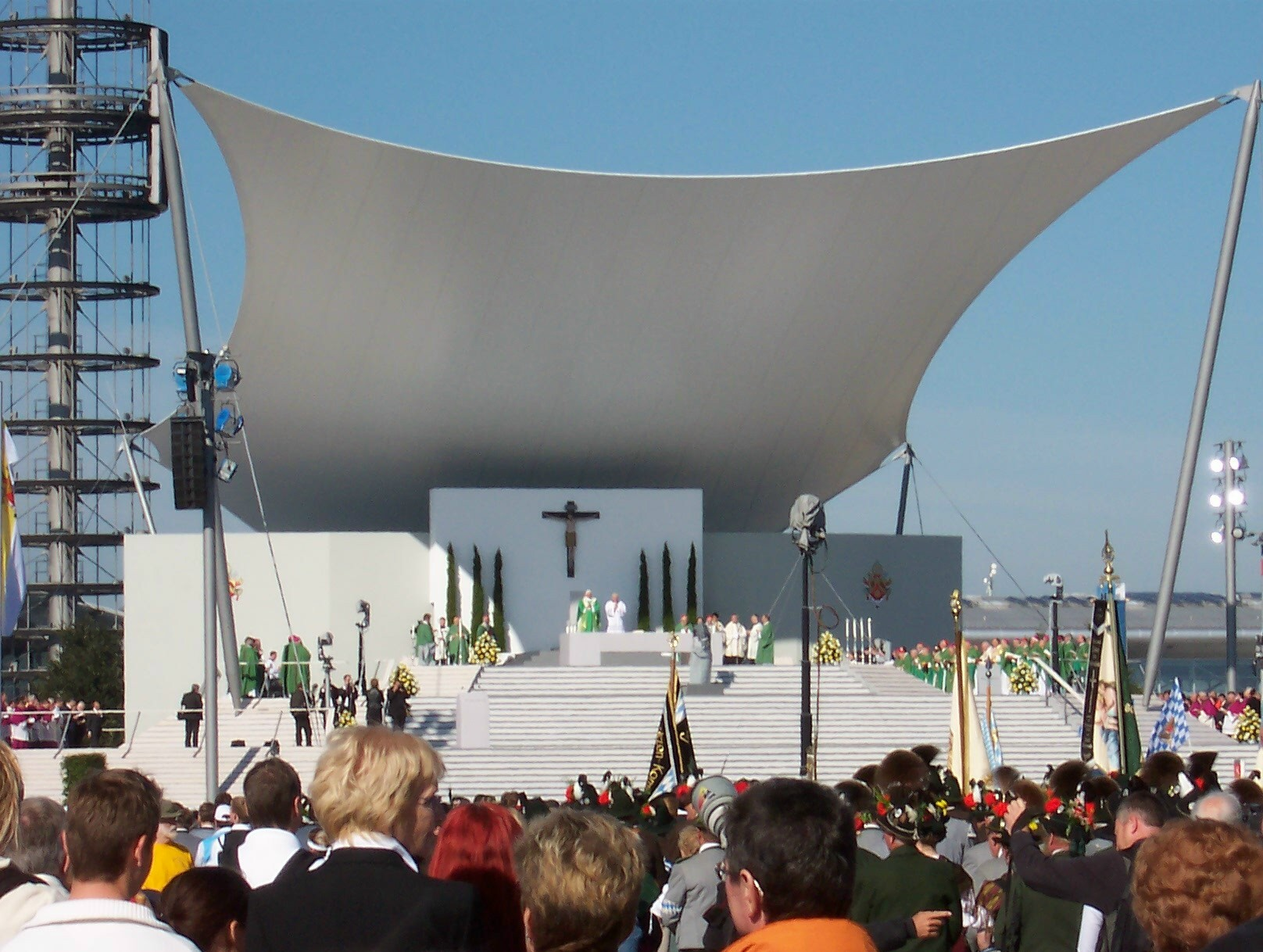
La Croce di Enghausen il 10 settembre 2006 al servizio di papa Benedetto XVI durante la messa a Riem, sulla parete di fondo sopra la cattedra

Terminato il restauro, la croce fu riportata il 5 maggio 2006 alla chiesa di Enghausen, dipendente dalla parrocchia di San Giovanni Battista nella località di Priel. Il museo diocesano di Frisinga avanzò la disponibilità ad accoglierla tra le sue collezioni di arte sacra, ma si decise infine di ricollocarla a Enghausen nel suo luogo di secolare conservazione, a disposizione del vescovo. La chiesa di Enghausen fu comunque dotata di un nuovo sistema di allarme per mettere al sicuro il suo tesoro.
Durante il IV viaggio apostolico di papa Benedetto XVI, alla Croce di Enghausen fu riservato l'onore di presiedere all'altare papale durante la funzione pubblica del 10 settembre 2006, nella spianata organizzata a Riem (Monaco di Baviera), appesa sul muro di fondo sopra la cattedra.